# Cedro-canjerana
A planta Cabralea canjerana, conhecida pelos nomes vulgares de cedro-canjerana, entre outros, é uma espécie polimórfica, podendo ser arbustiva ou apresentar-se na forma de árvore, podendo atingir, nesse caso, a altura de 30 m. A sua madeira é vermelha, rosada, violácea ou amarela. As folhas são compostas e imparipenadas. As flores, dispostas em inflorescências (panículas), são brancas ou esverdeadas, com pétalas livres formando um tubo globoso. Os frutos são cápsulas globosas ou ovóides, cor vermelha-escura ou arroxeada. A casca é pardo-acinzentada, fendilhada e escamosa, com cristas duras e cortantes.

## Nomes vulgares
↑ A planta é conhecida pelos seguintes nomes vulgares:
- Cacharana
- Caiarana
- Caieira
- Caja-caatinga
- Caja-espúrio
- Cajarana
- Cambarana
- Cambarano
- Cancherana
- Cangerana
- Canharana
- Canherana
- Canjarana
- Canjarana-do-litoral
- Canjarana-vermelha
- Canjerana
- Canjerana-amarela
- Canjerana-branca
- Canjerana-de-prego
- Canjerana-do-brejo
- Canjerana-grande
- Canjerana-mirim
- Canjerana-vermelha
- Canjerano
- Carirana
- Caroba
- Cedrahy
- Cedro-canjerana
- Cedro-macho
- Gergelin
- Pau-de-santo
- Pau-santo
- Pindaiborana
- Rebenta-
- Vanjarana-vermelha

## Sinonímia botânica
↑ A espécie tem ainda sido designada como:
- Cabralea brachystachya C.DC.
- Cabralea burchellii C.DC.
- Cabralea cangerana
- Cabralea cauliflora Harms
- Cabralea corcovadensis C.DC.
- Cabralea eichleriana C.DC.
- Cabralea erismatica a.C.Sm.
- Cabralea estrellensis C.DC.
- Cabralea gaudichaudii C.DC.
- Cabralea glaberrima Juss.
- Cabralea glaziovii C.DC.
- Cabralea jussiaeana C.DC.
- Cabralea lacaziana Rizzini
- Cabralea laevis C.DC.
- Cabralea lagoensis C.DC.
- Cabralea lagoensis C.DC. Var. glabra C.DC.
- Cabralea lundii C.DC.
- Cabralea macrantha (C.DC.) Harms
- Cabralea macrophylla Fenzl ex C.DC.
- Cabralea macrophylla Fenzl ex C.DC. Var. decomposita C.DC.
- Cabralea multijuga C.DC.
- Cabralea oblongifoliola C.DC.
- Cabralea palescens C.DC.
- Cabralea pedunculata C.DC.
- Cabralea pilosa C.DC.
- Cabralea pilosa C.DC. Var. glabrior C.DC.
- Cabralea poeppigii C.DC.
- Cabralea riedelii C.DC.
- Cabralea rojasii C.DC.
- Cabralea schwackei C.DC.
- Cabralea silvatica C.DC.
- Cabralea sulcata C.DC.
- Cabralea villosa C.DC.
- Cabralea warmingiana C.DC.
- Cabralea warmingiana C.DC. Var. coriacea C.DC.
- Trichilia canjerana Vell.
- Turraea americana Vell.